# Baragoi
Baragoi – miasto w Kenii, w hrabstwie Samburu. Liczy około 20 000 mieszkańców.